# Bundestagswahlkreis Memmingen
Der Bundestagswahlkreis Memmingen war von 1949 bis 1965 ein Wahlkreis in Bayern. Er umfasste die kreisfreie Stadt Memmingen sowie die Landkreise Memmingen, Illertissen und Mindelheim.
Zur Bundestagswahl 1965 verlor der bayerische Regierungsbezirk Schwaben einen Wahlkreis. Das Gebiet des aufgelösten Wahlkreises Memmingen wurde auf die Wahlkreise Kaufbeuren und Neu-Ulm aufgeteilt. Der Wahlkreis wurde stets von Kandidaten der CSU direkt gewonnen, zuletzt von Hans August Lücker.

## Wahlkreissieger
| Jahr | Name                          | Partei | Erststimmen |
| ---- | ----------------------------- | ------ | ----------- |
| 1961 | Hans August Lücker            | CSU    | 60,6 %      |
| 1957 | Hans August Lücker            | CSU    | 64,0 %      |
| 1953 | Hans August Lücker            | CSU    | 57,2 %      |
| 1949 | Joseph-Ernst Fugger von Glött | CSU    | 38,7 %      |

## Wahlkreisgeschichte
| Wahl      | Wahlkreisname | Gebiet                                                                      |
| --------- | ------------- | --------------------------------------------------------------------------- |
| 1949      | 47 Memmingen  | Memmingen, Landkreis Memmingen, Landkreis Illertissen, Landkreis Mindelheim |
| 1953–1961 | 242 Memmingen | Memmingen, Landkreis Memmingen, Landkreis Illertissen, Landkreis Mindelheim |